# 佐藤義則
佐藤 義則（さとう よしのり、1954年9月11日 - ）は、北海道奥尻郡奥尻町出身の元プロ野球選手（投手）。コーチ・野球解説者・野球評論家。佐藤義則事務所所属。

## 経歴

### アマチュア時代
北海道奥尻郡奥尻町出身。奥尻ブレークスで本格的に野球を始め、奥尻中学校では中学3年の時に函館地区で優勝して全道大会に出場した。卒業後、函館有斗高校に進学して上野美記夫の指導を受ける。エースとして1972年春季北海道大会決勝に進み、苫小牧工業高校の工藤敏博（法政大学）と投げ合い完封勝利で優勝。同年夏の甲子園南北海道予選も決勝に進出するが、今度は苫小牧工業高校に0-2で惜敗し甲子園出場を逸する。卒業後は日本大学に進学。当時の日本大学は低迷期にあり、東都大学野球リーグでは、1974年秋季リーグ後に二部降格（1季のみ）も経験する。しかし1976年秋季リーグでは8勝4敗の好成績をあげ、シーズン78奪三振（東都大学野球リーグでは円子宏の83奪三振に次ぐ当時第2位）を記録した。また1974年、1976年の日米大学野球選手権大会日本代表、1975年の第11回アジア野球選手権大会日本代表に選出されている。一部リーグ通算62試合登板、22勝21敗、防御率2.48、242奪三振。大学同期には和泉貴樹（日立製作所－日本大学監督）らがいる。同年秋のドラフト会議で阪急ブレーブスの1位指名を受け入団した。契約金は3000万円、年俸は300万円（金額は推定）、背番号は「11」。

### プロ時代
1977年、5月21日の対日本ハムファイターズ戦（阪急西宮球場）で9回1失点で完投でプロ初勝利、9月4日の対ロッテオリオンズ戦（明治神宮野球場、ダブルヘッダー第1試合）ではプロ初完封勝利を飾った。シーズンでは7勝を挙げて新人王に選出された。この年の日本シリーズにも登板する。オフの12月16日の契約更改では70パーセント増の推定年俸520万円でサインした。
1978年には初めてオールスターゲームに出場した。シーズンでも13勝を記録し、初めて規定投球回（リーグ13位、防御率3.62）に到達。しかしヤクルトスワローズとの日本シリーズではベンチ入りするも故障のため登板がなかった。山口高志の故障離脱もあって山田久志や今井雄太郎の負担を増すこととなった。
1979年も10勝と順調に勝ち星を重ねたが、1980年は4勝13敗と大きく負け越した。
1981年にはぎっくり腰を発症してのため一軍登板がなく、一時期任意引退扱いとなった。
1982年にリリーフ投手として4勝13セーブ、翌83年も1勝16セーブと守護神として復活した。
1984年から先発投手に復帰し、4月17日の対日本ハム戦（後楽園球場）で9回7失点でシーズン初勝利である4年ぶりの完投勝利を挙げた。5月8日の対日本ハム戦（後楽園球場）では1979年4月12日以来の完封勝利、6月28日の対南海ホークス戦（大阪スタヂアム）でシーズン2度目の完封で10勝目を挙げた。9月は4日の対日本ハム戦（後楽園球場）、19日の対西武ライオンズ戦（岡山県野球場）で計2度の完封勝利を挙げ、シーズンでは17勝6敗、防御率3.51（リーグ5位）、リーグ最多の136奪三振で、同年のリーグ優勝に貢献した。同年の広島カープとの日本シリーズでは第3戦と第6戦に先発し、第３戦では適時打も放ったが、0勝1敗に終わった。オフの12月4日の契約更改では約130パーセント増の推定年俸2500万円でサインした。
1985年、6月は5試合に登板し、4完投勝ちを含む5勝を挙げ、初の月間MVPに選出された。9月26日の対西武戦（阪急西宮球場）で9回4失点完投勝ちでシーズン20勝目を挙げ、シーズンでは21勝で最多勝利のタイトルを獲得。2年連続リーグ最多の奪三振を記録し、リーグ優勝した西武戦で最多の8勝を挙げる。この年の防御率はパ・リーグ10位の4.29であり、これは最多勝利を受賞した投手としては1リーグ時代及びセ・リーグ側の受賞者全員を含めた中でも歴代で最も悪い数字である（2018年時点）。また、彼の後にパ・リーグで20勝以上を挙げる投手は、2003年の斉藤和巳まで現れなかった。10月11日に出身地の奥尻町から1985年度の町功労賞が表彰されることが決定した。オフの12月19日の契約更改では45パーセント増の推定年俸3800万円でサインした。
1986年、4月10日の対南海戦（大阪スタヂアム）で9回1失点でシーズン初勝利を完投で飾った。
5月4日の対西武戦（西武球場）、同月10日の対南海戦（大阪スタヂアム）で2試合連続完封勝利を記録したが、6月16日に右肘を痛め、出場選手登録を抹消された。復帰後、7月28日の対西武戦（阪急西宮球場）で完封勝利。8月は17日の対近鉄バファローズ戦（藤井寺球場、9回7失点）、24日の対南海戦（大阪スタヂアム、9回1失点）、28日の対日本ハム戦（阪急西宮球場、完封）で勝利し、3試合連続無四球完投を記録した。シーズンでは14勝6敗、防御率2.83の好成績を記録、最優秀防御率のタイトルを獲得した。オフの12月16日の契約更改では3パーセント減の推定年俸3700万円の掲示を保留、翌1987年1月13日の2度目の契約更改では現状維持の推定年俸3800万円でサインした。
1987年はそれまで12年連続で開幕投手を務めていた山田久志に代わってプロ入り11年目で初の開幕投手を務めた。4月10日の南海との開幕戦（阪急西宮球場）では5回6失点、4点ビハインドで降板されるが、9回裏にブーマー・ウェルズの満塁本塁打で同点に追い付き、最終結果は6-6で9回時間切れ引き分けとなった。同月26日の対日本ハム戦（後楽園球場）で9回5失点完投でシーズン初勝利、5月16日の対南海戦（阪急西宮球場）ではシーズン唯一の完封勝利を挙げるもシーズンはわずか7勝に終わっている。
1988年、4月8日の近鉄との開幕戦（阪急西宮球場）では9回途中まで淡口憲治、ベン・オグリビーに計3本塁打を打たれ、敗戦投手となった。同月23日の対日本ハム戦（阪急西宮球場）では9回1失点完投でシーズン初勝利、8月21日の対近鉄戦（藤井寺球場）で8回3失点でシーズン10勝目を挙げ、シーズンではリーグ1位の5完封を含む、同僚の星野伸之とともに13勝を挙げた。オフの12月26日の契約更改では1000万円増の推定年俸5400万円でサインした。
1989年、4月9日の近鉄との開幕戦（藤井寺球場）に開幕投手としてマウンドに上がり完封勝利を挙げると、好調を維持し、5月20日の対ロッテ戦（秋田市営八橋球場）で6連勝を記録。6月終了の時点で8勝2敗と首位のチームを引っ張る。しかし、7月以降全く勝てなくなってしまい、背信の投球から途中リリーフに回るなどもしたが改善せず、8月13日の対西武戦では9回1点差で一死一・二塁の場面でリリーフ登板するも2四球で押し出し同点。更に次のバッターオレステス・デストラーデに逆転サヨナラ満塁本塁打を打たれて敗戦投手となった。10月13日の対ロッテ戦（川崎球場）、この試合に負けると優勝の可能性が完全に無くなる試合でも先発として登板し、4回までノーヒットピッチングだったが5回に突如崩れ敗戦し優勝を逃す。シーズンでは9勝13敗で7月以降では1勝11敗の成績であった。
1990年、この年も開幕は絶好調で、5月を終わった時点で6連勝を記録したが、6月に3連敗すると7月1日に一軍登録を抹消。オールスター明けに復帰、7月31日の対近鉄戦（大阪スタヂアム）で後半戦初登板を勝利で飾ったが、8月に4連敗し再び登録を抹消されそのままシーズンを終える形となった。オフの12月18日の契約更改では約4パーセント減の推定年俸5000万円でサインした。
1993年、4月11日の対千葉ロッテマリーンズ戦（グリーンスタジアム神戸）では7回途中まで投げ、2失点でシーズン初勝利、5月28日の対ダイエー戦（福岡ドーム）では完封勝利を挙げた。同年はオールスターゲームに選出され、7月21日の第2戦（グリーンスタジアム神戸）に登板し、2回4奪三振2失点を記録したが、7月12日には出身地の奥尻島が北海道南西沖地震およびそれに伴う火災と津波によって壊滅的被害を受けていた。また、この震災で叔母を亡くしており、すぐにでも故郷へ帰りたい気持ちをこらえての力投だった。8月11日の対日本ハム戦（グリーンスタジアム神戸）ではシーズン2度目の完封勝利を果たした。シーズンでも4年ぶりの規定投球回クリアした。オフの12月4日の契約更改では2000万円増の推定年俸9000万円でサインした。
1994年、4月12日の対日本ハム戦（東京ドーム）では9回1失点完投でシーズン初勝利を挙げた。続く同月19日の対ロッテ戦（グリーンスタジアム神戸）では通算150勝を完封で飾った。同年もオールスターゲームに選出され、7月20日の第2戦（ナゴヤ球場）で先発し、3回1失点の好投を見せた。なお、オリックスの投手がオールスターゲームに先発登板したのは、この年の佐藤以降では2019年の第2戦に山岡泰輔が先発するまで、25年経っていた。この年以降オリックスの本拠地球場（大阪近鉄バファローズとの合併後京セラドーム大阪も含める）で開催されたオールスターゲームは2000年の第2戦（グリーンスタジアム神戸、現ほっともっとフィールド神戸）、2008年の第1戦（京セラドーム大阪）、2012年の第1戦（京セラドーム大阪）、2018年の第1戦（京セラドーム大阪）でそれぞれ開催されたが、パ・リーグはいずれもオリックス以外の投手が先発している。シーズンでは開幕から主軸投手が軒並み不振の中同じベテランの山沖と共に好調を維持し前半だけで8勝3敗と最多勝争いにも加わっていたが、後半戦1勝もできず5連敗でシーズンを終えてしまった。オフの12月28日の契約更改では2500万円増の推定年俸1億1500万円でサインした。
1995年には、自身の所属するオリックス・ブルーウェーブの本拠地である神戸が阪神・淡路大震災に襲われ、一時は試合開催も危ぶまれる大被害を受けた。この年は4月1日の対ロッテ戦（グリーンスタジアム神戸）で40歳にて開幕投手に指名され、試合では7回2失点、1点ビハインドで降板されるが、7回裏二死無走者から味方が連続二塁打で同点にし、8回裏に勝呂壽統の決勝本塁打でチームは3-2で勝利した。同月16日の対西武戦で9回1失点完投でシーズン初勝利を挙げた。8月26日の対近鉄戦（藤井寺球場）で当時NPB史上最年長、NPB史上初となる40歳以上でのノーヒットノーランを達成。チームは「がんばろうKOBE」を合言葉に一丸となって結束し、最終的には1984年以来、11年ぶりのリーグ優勝を果たす。ヤクルトと対戦した日本シリーズでは経験を買われて第1戦（グリーンスタジアム神戸）に登板したが、5回途中まで投げ、3失点で敗戦投手となった。シーズンの終了後には北海道新聞スポーツ賞の特別賞に選出された。オフの12月19日の契約更改では現状維持の推定年俸1億1500万円でサインした。
1996年肘の故障などに悩まされ、10試合の登板で1勝2敗にとどまった。同年チームはパ・リーグ連覇を果たしたものの、日本シリーズでも登板機会が与えられなかった。
1998年シーズンを最後に、同年9月21日に現役引退を発表。同月29日にパ・リーグから功労賞を授与されることが決定。10月1日のロッテ戦（グリーンスタジアム神戸）で引退試合が行われた。自身は先発登板し、2回2失点でマウンドを降りた。試合後には引退セレモニーが行われた。佐藤は関係者やファンに感謝を伝えると、最後は同僚に胴上げされた。
落差の大きな独特の変化球は「ヨシボール」と呼ばれた。このボールは、指が短くてフォークボールが投げられない佐藤が「人差し指と中指で挟めないなら親指と人差し指で挟もう」という考えで編み出したものである。
また、時速140km/h台の速球を引退まで投げ続けることができた。登板が減ってからは選手という肩書もありつつ実質コーチみたいな形で若手ピッチャーにも教え、戎信行を指導した。

### 現役引退後
1999年から2000年まで、オリックスで二軍投手コーチを務めた。また、出身地の奥尻町は、現役時代の背番号にちなんで、1999年11月11日に「佐藤義則野球展示室」を開設した。2000年に先発陣に故障者、不振者が相次ぎ、「下に誰かいないか」と言われた佐藤は戎を推薦する。
2001年には、関西地方を拠点に、J SPORTSの野球解説者とデイリースポーツの野球評論家を務めた。
2002年、阪神タイガースの監督野村克也が「アイデアを持ったコーチが欲しい」と言い佐藤に白羽の矢が立ち受託し阪神1軍投手コーチに就任。しかし2001年の秋季キャンプ後に野村の妻沙知代が脱税容疑で逮捕され野村は監督も辞任。新監督になったのなったのは星野仙一で佐藤がお世話になっていた整体師が星野と知り合いで「佐藤さんだったら大丈夫ですよ」と助言してくれたおかげで残留することになった。佐藤は「星野監督とは、同じ投手出身ということで親近感はありました。就任するとすぐ、「阪神を投手王国にするぞ」との指令を受けました。星野監督は皆さんがイメージする通り厳しい方でした。強権的に見える星野監督ですが、コーチに裁量も与えてくれました。トレードや外国人投手の獲得、ドラフトではよく意見を聞かれました。普通、コーチは口を挟めません。獲得を狙う外国人投手の映像を見せてもらい、「活躍すると思うか」とよく聞かれました。投手の起用でも、負けている試合では私が好きに決めさせてもらいました。そういう意味で、とてもやりやすかった監督です。後に楽天でも同じチームとなり、「日本一の投手コーチ」と評価してもらいました。」と述べている。井川慶をエースに育て、オーバースローからサイドスローへ転向したばかりの吉野誠を「勝利の方程式に組み込むなど、投手陣の底上げに尽力した。2003年には、この年に入団したジェフ・ウィリアムスをシーズンの途中からクローザーに起用するなど、チーム防御率3.53はリーグトップで、チーム18年振りのセントラル・リーグ優勝に貢献している。2002年オフに日本ハムから移籍してきた下柳剛について「あれほど走り込みや投げ込みで手を抜かない選手は、あまり見たことがありませんでした。彼のような選手がいると、コーチはとても助かります。30歳半ばのベテランが猛練習していると、後輩たちもサボるわけにはいきません。さらに後輩へ惜しみなくアドバイスをしてくれました。私は彼に信頼を置いていたので、怒ることはめったにありませんでした。移籍翌年の03年に10勝を挙げ、優勝にも貢献してくれました。約10年後、楽天で再び同じチームとなり、ここでも後輩の良い手本になっていましたね。彼が、私と同じ44歳まで現役を続けられたのは猛練習を重ねてきたからだと思います。」と高く評価している。
2005年に他球団からも要請を受けたが、北海道出身のコーチが欲しいという事で佐藤の名前が上がり地元北海道日本ハムファイターズへ移籍。同年は、二軍投手コーチとして、武田久やダルビッシュ有を育てた。武田久は03年に即戦力と期待されて入団したがただ入団後は2年で1勝しかできず1軍と2軍を行ったり来たりしていた。フォーム改造することになり新しいフォームは投げる際にステップの幅を広くし身体の重心を下げそうすることでリリースポイントが低くなり打者からはストレートが浮き上がるように見え、真面目で練習熱心で、投げ込みを重ねて新しいフォームをすぐに習得してくれた。翌2006年に一軍投手コーチへ異動すると監督のトレイ・ヒルマンが大リーグのやり方を採用しキャンプで投手に球数制限を設けていた。2005年のチーム防御率がリーグ4位、チームの成績も5位に低迷していたのでこのままではダメだと思い06年にヒルマンに撤廃をお願い危機感を持っていたのか佐藤の要望を受け入れてくれた。武田久がリリーフエースに急成長、前年のチーム防御率3.98（4位）からチーム防御率3.05（1位）に改善し、チーム25年振りのリーグ優勝と、44年振りの日本シリーズ制覇に貢献。2007年には球団史上初の連覇に導いたが、日本シリーズ終了後の11月3日に、球団からコーチ契約を更新しないことを通告された。佐藤は、この通告に対してヒルマンと球団フロントの姿勢を公然と批判。「いまさら言われても。ヒルマンだけ喜んでそれでいいのか、球団は謝っていたけど。1年契約だからずっと（日本ハムへ残るとは）は考えていないけど、時期が悪い。就職活動ができないよ。誠意がないよな。前もって決まっているなら言ってほしかったな。（球団が他球団への就職先を）探すのはできないと言っていた」との表現で怒りを露わにした。ダルビッシュもこの通告について怒ってくれた事は嬉しかったと述べている。その一方で、退団後にはプロ野球マスターズリーグの札幌アンビシャスへ加入。また、株式会社スーパーエージェントとの間でマネジメント契約を結んだ。
2008年には、北海道を主な拠点に、札幌テレビ・STVラジオ・サンテレビ・J SPORTSの解説者、デイリースポーツの野球評論家として活動。2009年に、阪神時代同様監督の野村克也の招聘で東北楽天ゴールデンイーグルスの一軍投手コーチとして現場復帰を果たした。野村に最初に頼まれたのは「田中を一人前にしてほしい」だった。その一方で、2010年12月7日には、野球殿堂入り候補者名簿（プレーヤー部門）へ掲載された。
楽天の投手コーチ時代には、田中将大に左膝が開く癖を直すフォーム改造に取り組み左膝の使い方が良くなってから低めのストレートの威力が増し変化球が有効になり、エースに育て上げるなど、投手陣の整備に尽力。田中はプロ3年目に15勝を挙げそれ以降2桁勝利を続け2013年は24勝0敗を記録しこの年指摘することはほとんどなかった。2011年からは、阪神時代（2002・2003年）に続いて監督の星野を支えていた。星野の方針からヘッドコーチ格の立場で迎えた2013年には、球団初のパ・リーグ優勝と日本シリーズ制覇に貢献した。
2014年には、5月26日に対東京ヤクルトスワローズ戦（明治神宮野球場)の指揮を急遽任された（試合は1 - 4のスコアで敗戦）。監督の星野が持病の腰痛で休養したことによる緊急措置だったが、星野が腰椎椎間板ヘルニアと胸椎黄色靭帯骨化症を発症していることが後に判明したため、楽天球団では翌27日に星野の休養と佐藤の監督代行就任を発表した。監督代行としては5月28日の対読売ジャイアンツ戦（東京ドーム）で初勝利を挙げたものの、通算成績が23試合で9勝14敗（勝率 .391）にとどまったことから、球団では7月2日に二軍監督の大久保博元を一軍監督代行に据えることを発表。佐藤は一軍投手コーチに再び専念した。結局、チームが序盤から低迷したままレギュラーシーズンを終えたため、シーズン終了後の10月14日にコーチ契約を更新しないことを球団から通告された。11月8日に、星野の働きかけで福岡ソフトバンクホークスの一軍投手コーチに就任することが発表されている。
ソフトバンクでは、「ヨシボール」を教えることで武田翔太の一本立ちを後押し、武田は2015年は13勝、2016年は14勝とエース格に成長した。千賀滉大をピンチの場面には三振を取れる投手が必要と考えCSが始まる前に1軍の練習に参加させCSのロッテとの第1戦、先発投手が五回1死二、三塁で降板、ここで佐藤は監督の工藤公康に千賀を推薦しシーズン中に成績を残せていなかったため、工藤は「えっ」と驚きましたが千賀を起用した。最初の打者に四球を与え1死満塁としたものの、続く外国人打者2人を150キロを超えるストレートや、フォークを織り交ぜて連続で三振に打ち取り第3戦にも無死一、二塁の場面でマウンドに上がり、わずか3球でこの回のピンチを切り抜けた。千賀はそこから化け投げ込みもよくするようになりストレートの制球が安定するようになり翌年からは一軍に定着して2桁勝利を重ね、17年にはWBCに出場して、優秀選手に選ばれるなど活躍した。就任1年目の2015年には、チームのレギュラーシーズン防御率を昨年よりも防御率は0.1以上改善し、リーグ1位に導き
、投手王国を構築し、同年のリーグ優勝、日本一に貢献した。嘉弥真新也をサイドスローに転向させた。2017年にはチームのリーグ優勝と日本シリーズ制覇にも貢献したが、2017年の日本シリーズ終了後の11月5日に退団した。
2018年に、楽天の一軍投手コーチへ4年振りに復帰。レギュラーシーズンの当初はベンチ担当の役割を担っていたが、チーム成績の不振によって6月16日に梨田昌孝が一軍監督を辞任したことに伴って、ブルペン担当に回った。2019年には「テクニカルコーチ」という肩書で二軍の投手陣を指導していたが、シーズン終了後に退団した。
2020年からは、デイリースポーツの野球評論家に12年振りに復帰。ミヤギテレビ・東日本放送・東北放送・仙台放送・BS12(副音声)·BS松竹東急との間で、野球解説者としてのスポット契約を新たに結んだ。9月14日からは、クラブチームとして社会人野球へ参加している関メディベースボール学院の統括投手コーチを務めている。今朝丸裕喜は中学時代、関メディベースボール学院中等部に所属し佐藤は指導した。
2022年5月31日、DeNA対オリックス（横浜スタジアム）のレジェンドOB1打席対決に登板し、田代富雄と対戦して往年の投球を披露した。

## 選手としての特徴
投球フォームは右のオーバースロー。球種はストレート、カーブに加えてヨシボールと呼ばれる特殊球。

## 指導した主な選手
- 愛称は「ヨシ」。楽天への入団が決まった直後には、日本ハム時代の教え子であるダルビッシュ有が、当時楽天に在籍していた田中将大に対して電話で「ヨシさん（佐藤義則）の言うことは間違いない」というアドバイスを送った。より速い球を投げられるようダルビッシュ有のフォームを改良、上半身に負担のかかる田中将大のフォームを改造し、エースへと育てた。長所を消さず、個々に適したフォームを伝授する指導には定評がある[111][112]。ダルビッシュはストレートが良いのに自身は「僕は変化球投手です」と言った為佐藤この意識を変える為速いストレートを投げないと変化球が生きない為「150キロを投げられる体をつくろう」と提案し、私も1軍コーチに昇格していたので、一緒に下半身強化を目指し、長距離走や短距離走のほか、腹筋や背筋などさまざまな特別メニューを課し、投球フォームは元々良かったのでいじらず2年目は12勝をあげてチームの25年ぶりのリーグ優勝と44年ぶりの日本一に貢献。3年目も15勝5敗と大きく勝ち越し、チームが2年連続でリーグ優勝を果たす原動力になった[79]。佐藤は「ダルビッシュ、田中についてよく言われるんですけど彼らは甲子園で活躍して素質が違った。僕が見る前から完成されていたようなものです。個人的に印象に残っているのは武田久でしたね。僕が2005年に日本ハムの2軍投手コーチになった時に2軍監督の岡本から「壊れてもいいから徹底的に見てやってくれ」と本人と話し合いながら本人のやりたい方向に助言したら頑張ってくれた。1軍の抑えのエースに成長してくれた」[113]と述べている。
- 井川慶については「投球の基本である強い下半身を作るための走り込み、投げ込みも「目標」を持って取り組むようにアドバイス、例えば、10球のうちストライクを9球投げ、それを5回連続達成するまで投球練習を続ける、というような内容です。彼は不器用な方で、例えば肘の使い方をアドバイスすると、下半身がうまく動かせなくなるなど、二つのことを同時にこなせませんでした。上昇志向も薄く、練習を一生懸命にするタイプではありません。しっかりと練習しているか、私は常に目を光らせました。何度も反復練習をさせることで、理想のフォームを体に覚えさせるようにしました。そうすると、投げるボールがどんどんと良くなり、コントロールが安定してきました。私が阪神のコーチに就任した02年に14勝、03年は20勝挙げ最多勝や最優秀防御率のタイトルを獲得したほか、セ・リーグの最優秀選手（MVP）や沢村賞に大車輪の活躍をしてくれました。」[77]と述べている。
- 阪神、楽天投手コーチ時代監督だった星野仙一からは重用され[114]、星野から「日本一の投手コーチ」と言わしめた。投手コーチを務めたオリックスの1球団を除いた阪神と日本ハムと楽天とソフトバンクの4球団で優勝していることから優勝請負人と言われている[115][97]。阪神以外の3球団では日本一になっている[116]。

## 詳細情報

### 年度別投手成績
| 年 度      | 球 団           | 登 板 | 先 発 | 完 投 | 完 封 | 無 四 球 | 勝 利 | 敗 戦 | セ 丨 ブ | ホ 丨 ル ド | 勝 率 | 打 者 | 投 球 回 | 被 安 打 | 被 本 塁 打 | 与 四 球 | 敬 遠 | 与 死 球 | 奪 三 振 | 暴 投 | ボ 丨 ク | 失 点 | 自 責 点 | 防 御 率 | W H I P |
| ---------- | --------------- | ----- | ----- | ----- | ----- | -------- | ----- | ----- | -------- | ----------- | ----- | ----- | -------- | -------- | ----------- | -------- | ----- | -------- | -------- | ----- | -------- | ----- | -------- | -------- | ------- |
| 1977       | 阪急 オリックス | 20    | 13    | 5     | 1     | 0        | 7     | 3     | 1        | --          | .700  | 474   | 109.2    | 104      | 11          | 50       | 2     | 5        | 75       | 4     | 0        | 48    | 47       | 3.86     | 1.40    |
| 1978       | 阪急 オリックス | 33    | 26    | 12    | 3     | 1        | 13    | 8     | 1        | --          | .619  | 814   | 194.0    | 176      | 22          | 73       | 1     | 6        | 114      | 3     | 0        | 88    | 78       | 3.62     | 1.28    |
| 1979       | 阪急 オリックス | 26    | 17    | 11    | 1     | 0        | 10    | 6     | 2        | --          | .625  | 696   | 155.1    | 177      | 22          | 65       | 1     | 4        | 92       | 1     | 0        | 85    | 74       | 4.29     | 1.56    |
| 1980       | 阪急 オリックス | 30    | 18    | 4     | 0     | 0        | 4     | 13    | 0        | --          | .235  | 615   | 135.2    | 135      | 30          | 81       | 0     | 4        | 93       | 2     | 1        | 98    | 88       | 5.84     | 1.59    |
| 1982       | 阪急 オリックス | 39    | 0     | 0     | 0     | 0        | 4     | 2     | 13       | --          | .667  | 351   | 82.2     | 68       | 7           | 47       | 2     | 1        | 64       | 6     | 0        | 24    | 23       | 2.50     | 1.39    |
| 1983       | 阪急 オリックス | 33    | 1     | 0     | 0     | 0        | 1     | 8     | 16       | --          | .111  | 240   | 54.2     | 48       | 8           | 28       | 2     | 2        | 52       | 0     | 0        | 29    | 25       | 4.12     | 1.39    |
| 1984       | 阪急 オリックス | 33    | 28    | 17    | 4     | 0        | 17    | 6     | 1        | --          | .739  | 886   | 210.1    | 177      | 19          | 106      | 2     | 6        | 136      | 2     | 0        | 85    | 82       | 3.51     | 1.35    |
| 1985       | 阪急 オリックス | 35    | 34    | 23    | 2     | 3        | 21    | 11    | 0        | --          | .656  | 1146  | 260.1    | 279      | 29          | 105      | 3     | 7        | 188      | 7     | 0        | 136   | 124      | 4.29     | 1.48    |
| 1986       | 阪急 オリックス | 21    | 20    | 13    | 4     | 4        | 14    | 6     | 0        | --          | .700  | 648   | 162.0    | 144      | 19          | 34       | 3     | 4        | 105      | 6     | 0        | 53    | 51       | 2.83     | 1.10    |
| 1987       | 阪急 オリックス | 27    | 20    | 9     | 1     | 0        | 7     | 8     | 3        | --          | .467  | 634   | 147.1    | 164      | 19          | 47       | 3     | 5        | 90       | 7     | 1        | 79    | 77       | 4.70     | 1.43    |
| 1988       | 阪急 オリックス | 25    | 25    | 14    | 5     | 1        | 13    | 10    | 0        | --          | .565  | 820   | 195.2    | 176      | 22          | 70       | 4     | 10       | 112      | 4     | 0        | 76    | 70       | 3.22     | 1.26    |
| 1989       | 阪急 オリックス | 28    | 25    | 7     | 1     | 0        | 9     | 13    | 0        | --          | .409  | 749   | 165.2    | 195      | 21          | 71       | 4     | 2        | 105      | 1     | 0        | 106   | 92       | 5.00     | 1.61    |
| 1990       | 阪急 オリックス | 17    | 17    | 7     | 0     | 0        | 7     | 7     | 0        | --          | .500  | 473   | 108.2    | 111      | 18          | 41       | 1     | 2        | 83       | 7     | 1        | 63    | 58       | 4.80     | 1.40    |
| 1991       | 阪急 オリックス | 28    | 7     | 1     | 0     | 0        | 3     | 8     | 8        | --          | .273  | 326   | 70.1     | 83       | 4           | 32       | 1     | 3        | 62       | 5     | 0        | 33    | 33       | 4.22     | 1.64    |
| 1992       | 阪急 オリックス | 21    | 13    | 5     | 1     | 1        | 9     | 5     | 3        | --          | .643  | 472   | 115.0    | 100      | 17          | 35       | 0     | 4        | 86       | 3     | 0        | 44    | 41       | 3.21     | 1.17    |
| 1993       | 阪急 オリックス | 21    | 21    | 6     | 2     | 0        | 9     | 8     | 0        | --          | .529  | 597   | 142.0    | 123      | 10          | 55       | 0     | 2        | 99       | 3     | 0        | 62    | 56       | 3.55     | 1.25    |
| 1994       | 阪急 オリックス | 20    | 19    | 5     | 1     | 0        | 8     | 8     | 0        | --          | .500  | 552   | 130.1    | 126      | 14          | 42       | 2     | 2        | 93       | 5     | 0        | 54    | 51       | 3.52     | 1.29    |
| 1995       | 阪急 オリックス | 16    | 15    | 2     | 1     | 0        | 4     | 2     | 0        | --          | .667  | 365   | 86.1     | 82       | 7           | 29       | 0     | 4        | 57       | 2     | 0        | 39    | 37       | 3.86     | 1.29    |
| 1996       | 阪急 オリックス | 10    | 6     | 0     | 0     | 0        | 1     | 2     | 0        | --          | .333  | 151   | 30.2     | 39       | 3           | 21       | 0     | 2        | 21       | 4     | 0        | 21    | 19       | 5.58     | 1.96    |
| 1997       | 阪急 オリックス | 10    | 9     | 0     | 0     | 0        | 4     | 3     | 0        | --          | .571  | 197   | 43.1     | 50       | 5           | 22       | 1     | 0        | 22       | 1     | 0        | 23    | 21       | 4.36     | 1.66    |
| 1998       | 阪急 オリックス | 8     | 1     | 0     | 0     | 0        | 0     | 0     | 0        | --          | ----  | 38    | 8.2      | 11       | 1           | 1        | 0     | 0        | 6        | 0     | 0        | 5     | 5        | 5.19     | 1.38    |
| 通算：21年 | 通算：21年      | 501   | 335   | 141   | 27    | 10       | 165   | 137   | 48       | --          | .546  | 11244 | 2608.2   | 2568     | 308         | 1055     | 32    | 75       | 1755     | 73    | 3        | 1251  | 1152     | 3.97     | 1.39    |

- 各年度の太字はリーグ最高
- 阪急（阪急ブレーブス）は、1989年にオリックス（オリックス・ブレーブス）に球団名を変更

### 通算監督成績
- 23試合 9勝14敗0分　勝率 .391　（2014年、楽天・星野監督欠場に伴い監督代行）

### タイトル
- 最多勝利：1回 （1985年[17]）
- 最優秀防御率：1回 （1986年[28]）
- 最多奪三振：2回 （1984年、1985年） ※当時連盟表彰なし、パシフィック・リーグでは、1989年より表彰

### 表彰
- 新人王 （1977年）[5]
- 月間MVP：3回 （1985年6月[15]、1990年5月[117]、1992年7月[118]）
- 奥尻町功労賞（1985年）[18]
- 北海道新聞スポーツ賞 特別賞（1995年）[65]
- パ・リーグ功労賞（1998年）[69]

### 記録
初記録
- 初登板：1977年5月11日、対クラウンライターライオンズ前期7回戦（西京極球場）、3回表一死に2番手として救援登板、4回2/3を無失点
- 初奪三振：同上、4回表に基満男から[119]
- 初先発・初勝利・初完投勝利：1977年5月21日、対日本ハムファイターズ前期8回戦（阪急西宮球場）、9回1失点[3]
- 初完封勝利：1977年9月4日、対ロッテオリオンズ後期9回戦（明治神宮野球場）[4]
- 初セーブ：1977年10月6日、対近鉄バファローズ後期13回戦（岡山県野球場）、9回表二死に3番手として救援登板・完了、1/3回無失点

節目の記録
- 1000投球回：1985年5月15日、対近鉄バファローズ6回戦（阪急西宮球場）、5回表三死目に達成
- 1500投球回：1987年8月27日　対近鉄バファローズ19回戦（阪急西宮球場）、7回表二死目に達成
- 1000奪三振：同上、8回表にベン・オグリビーから空振り三振 ※史上74人目[119]
- 100勝：1988年4月30日、対ロッテオリオンズ4回戦（阪急西宮球場）、9回4失点（自責点2）完投勝利 ※史上95人目[120]
- 2000投球回：1991年4月28日、対近鉄バファローズ4回戦（藤井寺球場）、2回表二死目に達成 ※史上69人目
- 1500奪三振：1993年7月9日、対福岡ダイエーホークス14回戦（グリーンスタジアム神戸）、5回表に浜名千広から ※史上35人目[121]
- 150勝：1994年4月19日、対千葉ロッテマリーンズ1回戦（グリーンスタジアム神戸）、9回完封勝利 ※史上39人目[122]
- 2500投球回：1995年8月15日、対千葉ロッテマリーンズ17回戦（グリーンスタジアム神戸）、3回表一死目に達成 ※史上39人目
- 500試合登板：1998年9月26日、対福岡ダイエーホークス26回戦（グリーンスタジアム神戸）、9回表二死に2番手として救援登板・完了 ※史上69人目[123]

その他の記録
- ノーヒットノーラン：1995年8月26日、対近鉄バファローズ19回戦（藤井寺球場） ※史上61人目[63][124]
- オールスターゲーム出場：7回 （1978年、1984年、1985年、1988年、1989年、1993年、1994年）

### 背番号
- 11 （1977年 - 1998年）
- 75 （1999年 - 2000年、2002年 - 2004年）
- 81 （2005年 - 2007年）
- 71 （2009年 - 2014年、2018年 - 2019年）
- 70 （2015年 - 2017年）

## 関連情報

### 書籍
- 『絶対エース育成論：なぜ田中将大は24連勝できたのか？』（佐藤義則著、竹書房、2014年3月、ISBN 978-4-81-249926-9）
- 『佐藤義則 一流の育て方：ダルビッシュ有・田中将大との1600日』（永谷脩著、徳間書店、2010年11月、ISBN 978-4-19-863071-3）
- 『超一流の育て方：楽天イーグルス投手コーチ・佐藤義則とエースの5年間』（永谷脩著、KADOKAWA、2013年12月、ISBN 978-4-04-600086-6）

### 解説者としての出演番組
- PRIDE&SPIRIT 日本プロ野球
- STVアタックナイター
- サンテレビボックス席
- J SPORTS STADIUM - オリックス戦のみ

### その他の出演番組
- 『プロフェッショナル 仕事の流儀「まっすぐ戦う、勇気を持て プロ野球東北楽天ゴールデンイーグルス投手コーチ・佐藤義則」』（2012年4月23日、NHK総合）
- 『プロフェッショナル 仕事の流儀、人を育てる極意スペシャル』（2013年9月9日、NHK総合）